# Хамилтън (Монтана)
Вижте пояснителната страница за други значения на Хамилтън.
Хамилтън (на английски: Hamilton) е град в окръг Равали, щата Монтана, САЩ. Хамилтън е с население от 3705 жители (2000) и обща площ от 6 km². Намира се на 1088 m надморска височина. ЗИП кодът му е 59840, а телефонният му код е 406.